# 니도바이러스목
니도바이러스목(Nidovirales)은 척추동물을 숙주로 하는 바이러스 분류의 하나이다. 양성-극성 외가닥 RNA 바이러스의 일종이다. 아르테리바이러스과와 코로나바이러스과, 메소니바이러스과, 로니바이러스과를 포함하고 있다. 니도바이러스목은 외가닥 RNA를 게놈으로서 갖는다. 니도바이러스목에는 기존의 바이러스 중에서 가장 긴 비분절 RNA 게놈을 가진 바이러스를 포함하고 있다. 그 바이러스는 마우스간염바이러스(MHV)로 31.5kb의 게놈을 갖고 있다.

## 하위 분류
- 아르테리바이러스과 (Arteriviridae)
- 코로나바이러스과 (Coronaviridae)
- 메소니바이러스과 (Mesoniviridae)
- 로니바이러스과 (Roniviridae)